# Años 540
Los años 540 o década del 540 empezó el 1 de enero del 540 y terminó el 31 de diciembre del 549.

## Acontecimientos
- Expediciones del rey franco Childeberto I contra los visigodos de Hispania. 541-542: Conquista Pamplona y cerca Zaragoza.
- Teudiselo sucede a Teudis en 548 como rey visigodo; reinará este año y 549.
- Agila sucede a Teudiselo en 549 como rey visigodo; reinará hasta 555.
- Saqueo de Roma (546)